# ミュージアム・オブ・ポップカルチャー
ミュージアム・オブ・ポップカルチャー（Museum of Pop Culture、MoPOP）は、ワシントン州シアトルにある非営利の博物館で、現代の大衆文化を専門としている。ここは、マイクロソフトの共同創業者であるポール・アレンによって、2000年にエクスペリエンス・ミュージック・プロジェクト（Experience Music Project）として設立された。 

## SFとファンタジーの殿堂
20周年記念で、20のクリエイターと作品が殿堂入りした。
- クリエイター: マーガレット・アトウッド、キース・デイヴィッド、ギレルモ・デル・トロ、テリー・ギリアム、ジム・ヘンソン、ジャック・カービー、マデレイン・レングル、C・S・ルイス、ハワード・フィリップス・ラヴクラフト、レナード・ニモイ、ジョージ・オーウェル、高橋留美子、ジョン・ウィリアムズ
- 作品: 2001年宇宙の旅、ダンジョンズ&ドラゴンズ、マトリックス、MYST、プリンセス・ブライド・ストーリー、ワンダーウーマン、X-ファイル

## 財務
博物館は経済的な成功を収めてきた。